# Lysimachia subverticillata
Lysimachia subverticillata är en viveväxtart som beskrevs av Cheng Yih Wu. Lysimachia subverticillata ingår i släktet lysingar, och familjen viveväxter. Inga underarter finns listade i Catalogue of Life.